# Novooleksandrivka, Prîazovske
Novooleksandrivka (în ucraineană Новоолександрівка) este un sat în așezarea urbană Novovasîlivka din raionul Prîazovske, regiunea Zaporijjea, Ucraina.

## Demografie
Componența lingvistică a localității Novooleksandrivka
     Rusă (53,45%)
     Ucraineană (44,18%)
     Alte limbi (0,65%)
Conform recensământului din 2001, majoritatea populației localității Novooleksandrivka era vorbitoare de rusă (53,45%), existând în minoritate și vorbitori de ucraineană (44,18%) și armeană (1,51%).